# Universitetet i Ottawa

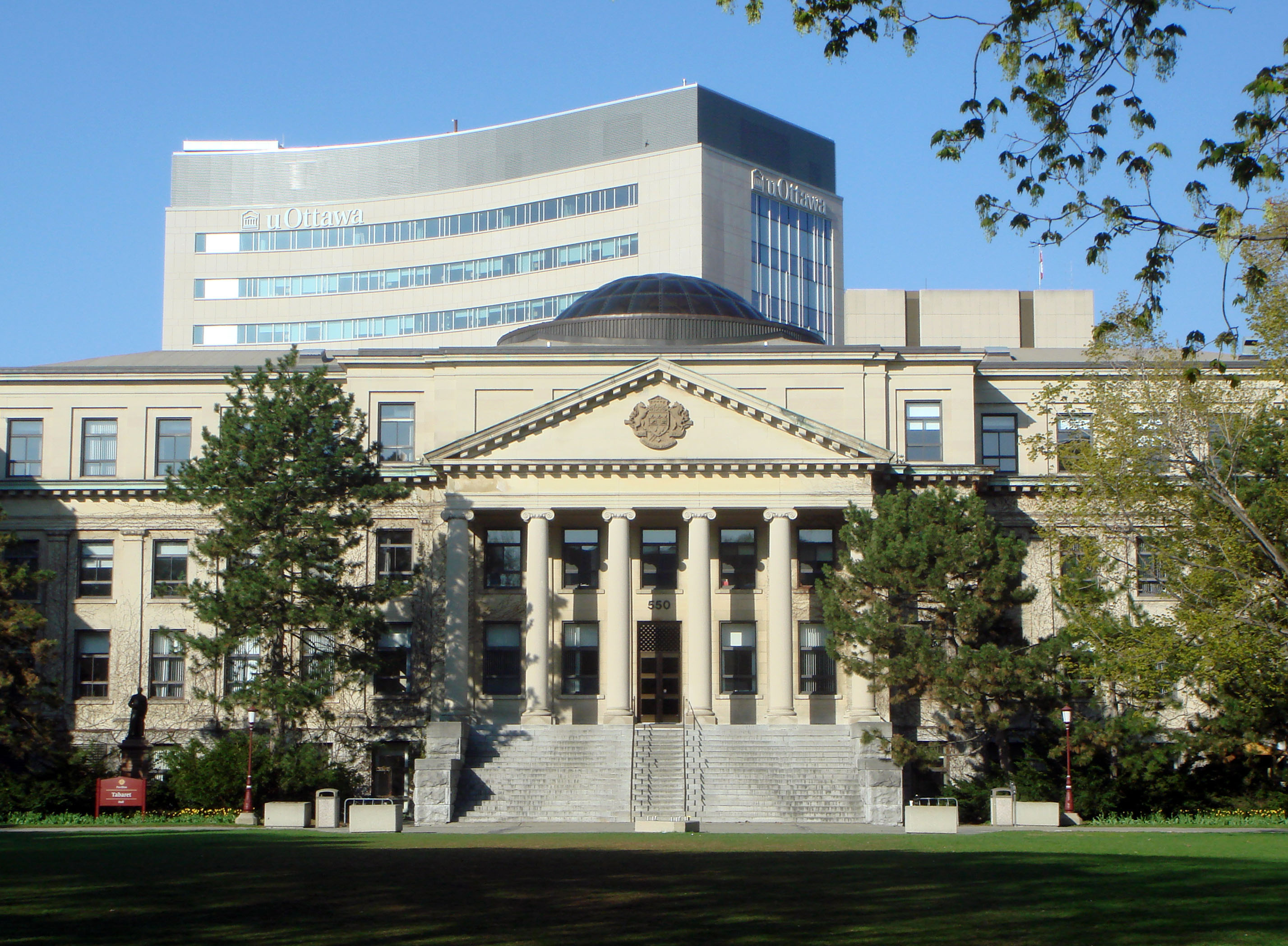
Tabaret Hall med Desmarais Building i bakgrunden.

Universitetet i Ottawa (engelska: University of Ottawa, franska: Université d'Ottawa) är ett universitet i Ottawa, Kanadas huvudstad. Det är ett av de äldsta universiteten i landet, grundat 1848 som College of Bytown av Missionary Oblates of Mary Immaculate.
Omkring 30 000 studenter undervisas på två språk (68 % på engelska, 32 % på franska).
Universitetet i Ottawa placerade sig på 281:a plats 2020 i QS Universitetsvärldsrankning över världens bästa universitet.